# حقوق الإنسان في جزر العذراء البريطانية

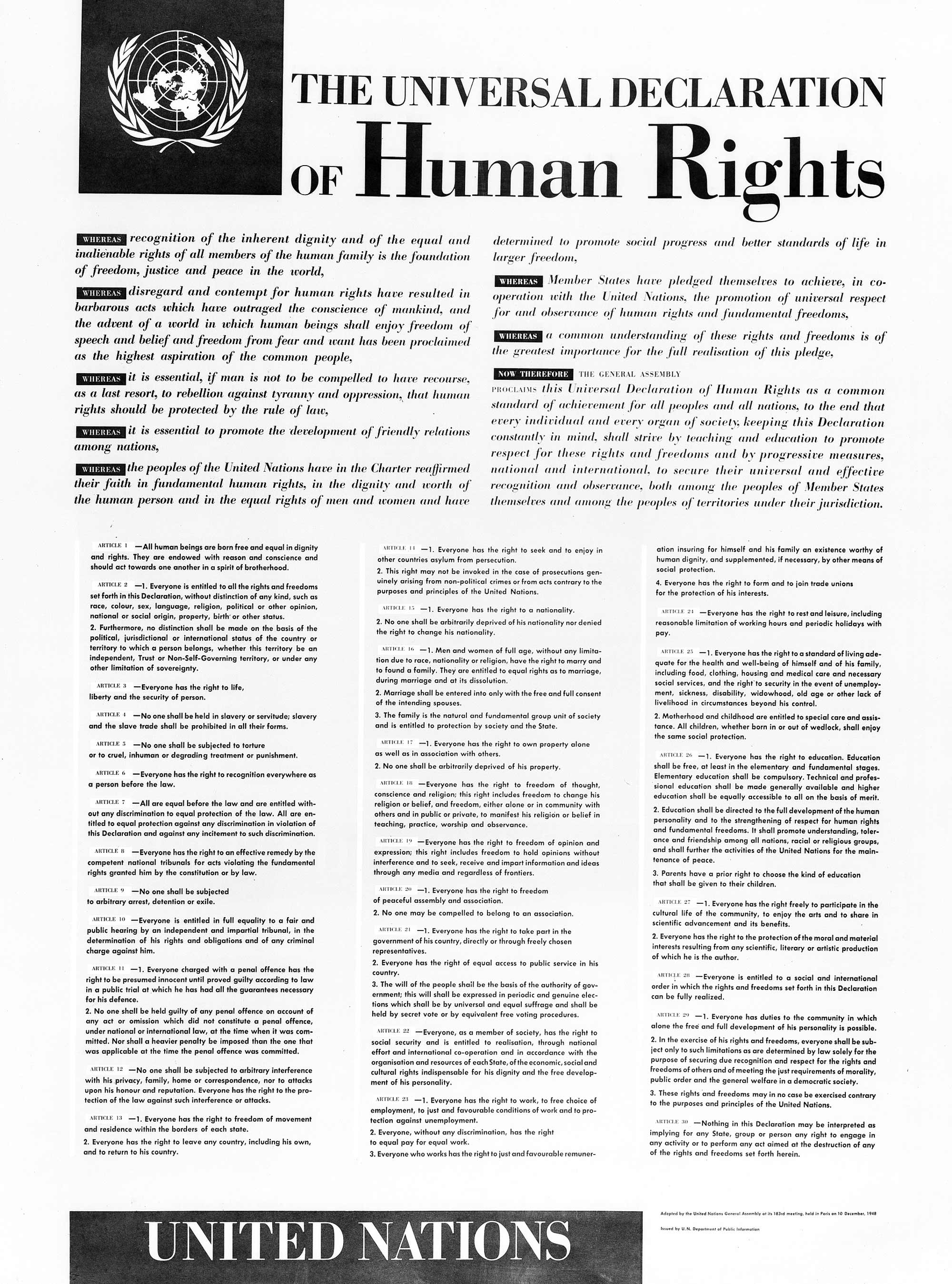

تبدو حقوق الإنسان الأساسية في جزر العذراء البريطانية محترمة في الممارسة العملية. تقارير قمع حرية التعبير والتدخل في الديمقراطية أو سيادة القانون والاعتقال التعسفي والتعذيب غير معروفة عموماً. توصف جزر فيرجن البريطانية بأنها «خالية بشكل عام من انتهاكات حقوق الإنسان». 
ومع ذلك، تتميز القوانين في جزر العذراء البريطانية بأنها ضد الأشخاص الذين لا يحملون ما يسمى «وضع المنتمي». يُحفظ هذا الشكل من التمييز بشكل صريح في دستور جزر فيرجن البريطانية، الذي يستبعد غير المنتمين من النطاق الكامل لحمايتها من عدم التمييز. لا يتساوى المنتمون وغير المنتمين في حق التوظيف وفي الحق في شراء الممتلكات، وفي حالات محددة يخضع غير المنتمين إلى معدلات ضريبية أعلى. يتعرض المغتربون في مهن معينة وأسرهم وأطفالهم للاستغلال وإساءة المعاملة ما يجعل وضعهم أكثر صعوبة.

## حماية حقوق الإنسان الدستورية
حقوق الإنسان في جزر فيرجن البريطانية منظمة في دستور 2007.
البند 9 من الدستور بعنوان الحقوق والحريات الأساسية للفرد، وينص على:
"في حين أن كل شخص في جزر فيرجن له الحق في الحقوق والحريات الأساسية، وفي حين يُتمتع بهذه الحقوق والحريات الأساسية دون تمييز من أي نوع، مثل الجنس أو العرق أو اللون أو اللغة أو الدين أو الرأي السياسي أو غيره أو الأصل القومي أو العرقي أو الاجتماعي أو الارتباط بأقلية وطنية أو مُلكية أو العلاقات الأسرية أو الحالة الاقتصادية أو الإعاقة أو العمر أو الولادة أو الميل الجنسي أو الحالة الزوجية أو غيرها، مع مراعاة قيود محددة فقط، وإذ إنه من المعروف أن هذه الحقوق والحريات الأساسية تطبق مع مراعاة احترام حقوق وحريات الآخرين والمصلحة العامة، على كل مما يلي، أي:
1)    الحياة، والمساواة، والحرية، وأمن الشخص وحماية القانون.
2)    حرية الضمير والتعبير والحركة والاجتماع وتكوين الجمعيات.
3)    حماية الحياة الخاصة والعائلية، وخصوصية المنزل والممتلكات الأخرى وحفظ الممتلكات من الحرمان إلا للمصلحة العامة وعند دفع تعويض عادل.
حالياً، يُعلن أن الأحكام اللاحقة من هذا الفصل سارية المفعول لغرض منح الحماية للحقوق والحريات المذكورة أعلاه، وللحقوق والحريات ذات الصلة، والتي تخضع لقيود تلك الحماية على النحو الوارد في تلك الأحكام، كونها قيوداً مصممة لضمان أن التمتع بالحقوق والحريات المحمية من قبل أي فرد لا يمس بحقوق وحريات الآخرين أو المصلحة العامة".
تُعدد الأقسام اللاحقة من الدستور وتُفصل بعض حقوق الإنسان الأساسية المحددة، بما في ذلك الحق في الحياة والمساواة أمام القانون والحماية من المعاملة اللاإنسانية والحماية من العبودية والعمل القسري وحق السجناء في المعاملة الإنسانية وحرية التنقل وحرية الضمير والحق في التعليم وحرية التعبير وحرية الاجتماع وتكوين الجمعيات.

## لجنة حقوق الإنسان
ينص الدستور أيضاً على تشكيل لجنة لحقوق الإنسان للإشراف على حماية حقوق الإنسان وضمانها، رغم أنه حتى الآن لم تتشكل مثل هذه اللجنة.
قُدّم قانون في مجلس جمعية جزر فيرجن البريطانية في عام 2017 ينصّ على إنشاء لجنة، لكن العملية التشريعية تأخرت عندما ضرب إعصار إيرما الإقليم ولم يُقَرّ مشروع القانون بعد.

## حقوق الإنسان في القانون الجنائي
يوضح القانون الجنائي لجزر فيرجن البريطانية بعض الجرائم الجنائية المحددة المتعلقة بحقوق الإنسان مثل الإبادة الجماعية، ولكنه لا يتضمن أي بيان عام لحقوق الإنسان.

## أوامر المجلس
على الرغم من أن جزر فيرجن البريطانية لديها دستور وقوانين خاصة بها، إلا أن حكومة المملكة المتحدة تحتفظ بالسلطة السيادية على الجزر، ومن حين لآخر مارست هذه السلطة من خلال إصدار ما يسمى «أوامر المجلس» التي فرضت قوانين معينة على جزر فيرجن البريطانية بما في ذلك حماية حقوق الإنسان، التي تتعارض روحها مع رغبات غالبية سكان جزر فيرجن البريطانية. على سبيل المثال، ألغت المملكة المتحدة عقوبة الإعدام في جزر فيرجن البريطانية بسبب القتل في عام 1991، وألغت تجريم المثلية الجنسية على الجزر في عام 2000.

## اتفاقيات حقوق الإنسان والعهود
تطبق اتفاقيات الأمم المتحدة والعهود التالية المتعلقة بحقوق الإنسان على جزر فيرجن البريطانية: اتفاقية الأمم المتحدة للقضاء على جميع أشكال التمييز العنصري، العهد الدولي الخاص بالحقوق الاقتصادية والاجتماعية والثقافية لعام 1965، العهد الدولي الخاص بالحقوق المدنية والسياسية لعام 1966، اتفاقية الأمم المتحدة للقضاء على جميع أشكال التمييز ضد المرأة لعام 1966، اتفاقية الأمم المتحدة لحقوق الطفل لعام 1979، اتفاقية حقوق الطفل لعام 1989.
رأت محاكم جزر فرجن البريطانية أن الاتفاقية الأوروبية لحقوق الإنسان تطبق في الإقليم من خلال العلاقة الدستورية للولاية القضائية مع المملكة المتحدة. ومع ذلك، فإن قابلية التطبيق محدودة لأنها لا تتضمن أي حق في تقديم العريضة أو أي من البروتوكولات الموجودة لجنة تنسيق الإبلاغ عن حقوق الإنسان:
أسست حكومة جزر فيرجن البريطانية لجنة تنسيق الإبلاغ عن حقوق الإنسان في عام 1999 لرصد أوضاع حقوق الإنسان في الجزر والإبلاغ عنها. منذ عام 2001، نشرت لجنة تنسيق الإبلاغ عن حقوق الإنسان أيضاً كتيبات وعقدت اجتماعات عامة وتبعت وسائل أخرى لإعلام شعب جزر فيرجن البريطانية بحقوقهم.

## حقوق المثليين
إن حقوق الرجال المثليين والمثليات ومزدوجي الميل الجنسي ومغايري الهوية الجنسية في جزر فيرجن البريطانية مقيدة نسبياً مقارنة بحقوقهم في معظم الدول الغربية، بما في ذلك المملكة المتحدة. قبل عام 2000، اعتبر القانون الجنائي لجزر فيرجن البريطانية «اللواطة» جريمة. أُلغي تجريم النشاط الجنسي مع نفس الجنس في ذلك العام بموجب أمر صادر عن الحكومة البريطانية، والتي تصرفت فقط تحت ضغط من الاتحاد الأوروبي والأمم المتحدة وضد رغبات غالبية سكان جزر فيرجن البريطانية.

## جهود حقوق الإنسان
نظم مكتب حاكم جزر فيرجن البريطانية برنامجاً مدته أسبوع حول «بناء قدرات حقوق الإنسان» في يوليو 2011، يهدف إلى تحسين فهم ومراعاة حقوق الإنسان من جانب المسؤولين الحكوميين وضباط إنفاذ القانون وموظفي الهجرة والمواطنين الخاصين.
تسعى المجموعة المرتبطة بالإنسانية «إلى تعزيز الوعي بحقوق الإنسان في إقليم جزر فيرجن». في 10 ديسمبر 2011، نظمت أول احتفال رسمي للجزر باليوم الدولي لحقوق الإنسان على أمل أن يكون هناك وعي أكبر بهذه القضية الحقيقية والمزعجة للغاية.

## حوادث حقوق الإنسان
التقارير الحديثة عن حوادث حقوق الإنسان في جزر فيرجن البريطانية:
- في عام 2017، نُقِل العديد من السجناء المعرضين لمخاطر عالية إلى مركز إصلاح بورديليه في سانت لوسيا بعد تضرر سجن جزر فيرجن البريطانية في إعصار إيرما. واشتكى السجناء من إبعادهم عن أسرهم وانتهاكات حقوقهم الإنسانية. رُفضت هذه الشكاوى من قبل المسؤولين الحكوميين في جزر فيرجن البريطانية وسانت لوسيا.
- في أبريل 2017، نشرت اليونيسف تقريراً مثيراً للجدل حول حالة جزر فيرجن البريطانية، والذي تضمن انتقادات للتمييز ضد المغتربين في الإقليم.